# Бристоу Коув (Алабама)
Бристоу Коув (енгл. Bristow Cove) насељено је место без административног статуса у америчкој савезној држави Алабама.

## Демографија
По попису из 2010. године број становника је 683.
| Група             | 2000.    | 2010.       |
| Белци             | 0 (0,0%) | 621 (90,9%) |
| Афроамериканци    | 0 (0,0%) | 0 (0,0%)    |
| Азијати           | 0 (0,0%) | 1 (0,1%)    |
| Хиспаноамериканци | 0 (0,0%) | 45 (6,6%)   |
| Укупно            | 0        | 683         |